# Achistrum
Achistrum is een geslacht van uitgestorven zeekomkommers die gedurende het Trias voorkwamen op de plaats waar nu Polen ligt, en in het Carboon op de plaats van de huidige Verenigde Staten.

## Soorten
- Achistrum nicholsoni Etheridge, 1881 † (typesoort)
- Achistrum ludwigi C. Croneis en J. McCormack. 1932 †